# Sheryl Lee
Sheryl Lee, a volte accreditata come Sheryl Lee Diamond (Augusta, 22 aprile 1967), è un'attrice statunitense.

## Biografia
Figlia di un architetto e di un'artista, Sheryl Lee nasce in Germania e cresce a Boulder, in Colorado, dove si diploma nel 1985 presso la Fairview High School. Da bambina ha il sogno di diventare una ballerina, ma è costretta ad accantonare il progetto a causa di una frattura al ginocchio. Decide così di tentare la strada della recitazione, prima frequentando tre diverse scuole d'arte e poi spostandosi per motivi di lavoro a Seattle.
È proprio nella città dello stato di Washington che incontra David Lynch, il quale nel 1990 le offre il ruolo di Laura Palmer ne I segreti di Twin Peaks, telefilm dal successo mondiale, che nel 1992 dà vita al prequel Fuoco cammina con me, film della durata di 134 minuti che racconta gli ultimi sette giorni di vita di Laura Palmer. Tra i due artisti nasce un'ottima intesa professionale tanto che il regista, grazie a una scena nel telefilm in cui l'attrice si diverte a ballare mentre fa un pic-nic con l'amica Donna (Lara Flynn Boyle), decide di creare per lei il personaggio di Maddy Ferguson (la cugina mora di Laura).
Mentre è impegnata nelle riprese del telefilm, lavora con Lynch anche a un progetto cinematografico, interpretando il ruolo della strega buona in Cuore selvaggio (1990). Nel 1992, affiancata da Al Pacino, porta in scena a Broadway l'opera di Oscar Wilde Salomè. Nel 1993 veste i panni di Astrid Kirchherr nel film Backbeat - Tutti hanno bisogno d'amore; successivamente recita al fianco di Mickey Rourke in Fall Time - Tempo scaduto (1995) e di Terence Stamp in Al di là del desiderio (1997). Nel 1998, diretta da John Carpenter, interpreta il ruolo di una prostituta vampirizzata in Vampires.
Nel 2004 viene scelta per interpretare il ruolo di Mary-Alice Young in Desperate Housewives, ma dopo la registrazione della puntata pilota viene sostituita da Brenda Strong. I suoi ultimi successi sono comunque legati alla televisione. Tra il 2005 e il 2006 partecipa a diversi episodi di One Tree Hill. Nel periodo 2007-2009 interpreta Andrea nella serie tv Dirty Sexy Money. Nel 2010 ritorna al cinema d'autore interpretando il ruolo di April in Un gelido inverno. Parallelamente, affiancata dai colleghi Sherilyn Fenn, Dana Ashbrook e Ray Wise, tributa un omaggio a Twin Peaks nell'episodio numero dodici della quinta stagione di Psych. Nel 2011 è in concorso alla Mostra di Venezia con il film Le paludi della morte.
Nel 2016 partecipa al film di Woody Allen Café Society. Nel 2017 torna a rivestire i panni di Laura Palmer nella terza stagione di Twin Peaks. Nel 2017 esce la versione audiolibro di Il diario segreto di Laura Palmer, dove Sheryl ne è la voce narrante.

### Vita privata
Dopo aver avuto una breve relazione con l'attore David Duchovny, sposa il musicista Jesse Diamond, figlio di Neil: dalla loro unione nasce un figlio, Elijah. Sheryl Lee è anche un membro attivo della PETA, associazione che lotta contro il maltrattamento degli animali.

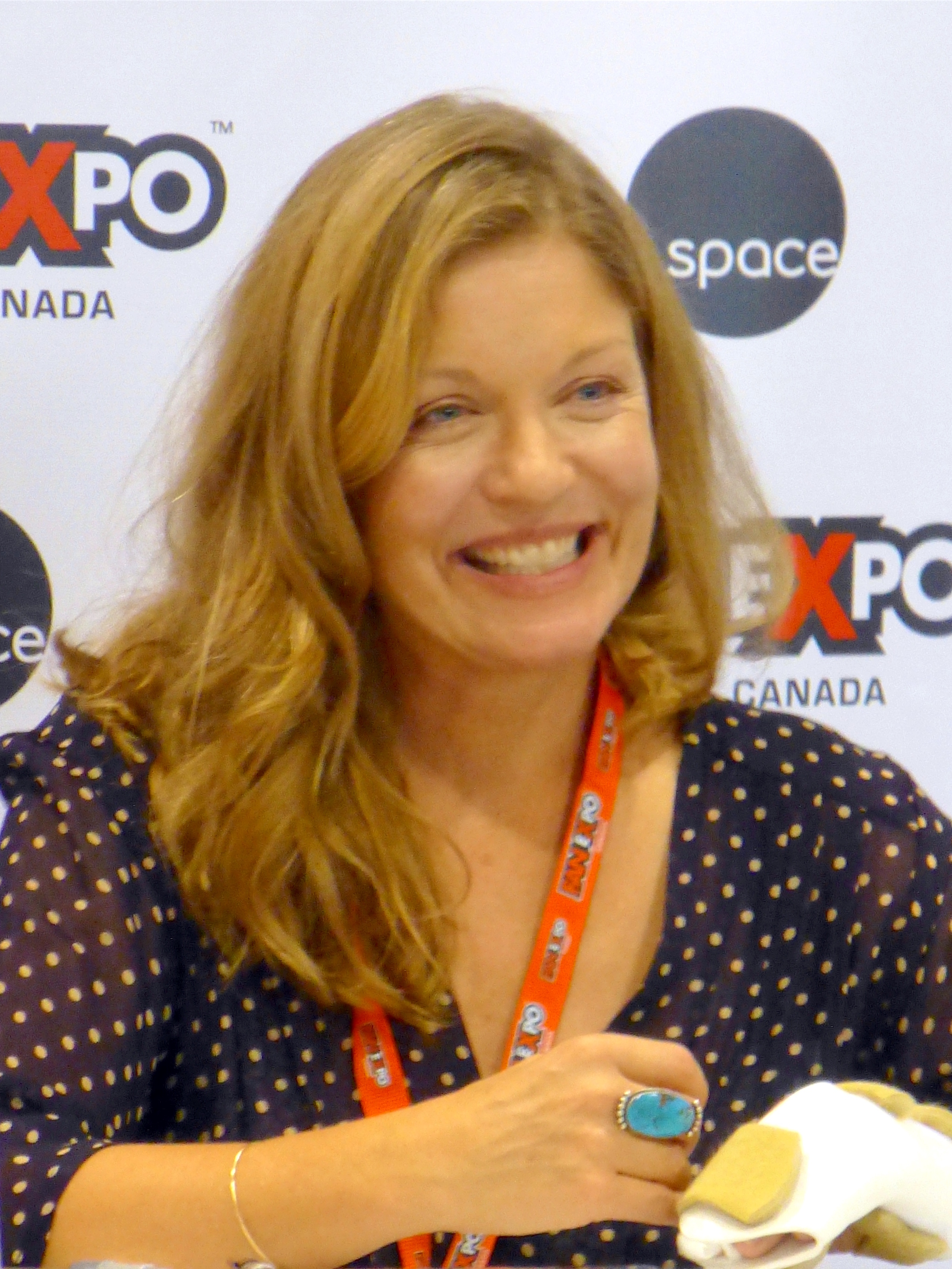
Sheryl Lee nel 2014.

## Riconoscimenti
- Candidatura al Saturn Award e all'Indipendent Spirit Award per il film Fuoco cammina con me.
- Candidatura al Saturn Award come migliore attrice di sostegno nel film Vampires.
- Vincitrice del Gotham Awards come miglior cast per la sua partecipazione al film Un gelido inverno
- Candidatura al Southeastern Film Critics Association Awardscome migliore cast per Un gelido inverno

## Filmografia

### Cinema
- The Pink Chiquitas, regia di Anthony Currie (1987)
- He's No Hero, regia di Michael Davison (1988)
- Cuore selvaggio (Wild at Heart), regia di David Lynch (1990)
- Fuoco cammina con me (Twin Peaks: Fire Walk with Me), regia di David Lynch (1992)
- Quell'uomo sarà mio (Jersey Girl), regia di David Burton Morris (1992)
- Mr. Jones (non accreditata) 1993
- Backbeat - Tutti hanno bisogno di amore (Backbeat), regia di Iain Softley (1994)
- The Can, regia di David Schendel (1994)
- Don't Do It, regia di Eugene Hess (1994)
- L'ultima occasione (Homage), regia di Ross Kagan Marks (1995)
- Fall Time - Tempo scaduto (Fall Time), regia di Paul Warner (1995)
- Notes from Underground, regia di Gary Walkow (1995)
- Confessione finale (Mother Night), regia di Keith Gordon (1996)
- This World, Then the Fireworks, regia di Michael Oblowitz (1997)
- Al di là del desiderio (Bliss), regia di Lance Young (1997)
- Arancia rosso sangue (The Blood Oranges), regia di Philip Haas (1997)
- Vampires (Vampires), regia di John Carpenter (1998)
- Falsi paradisi - Kiss the Sky (Kiss the Sky), regia di Roger Young (1998)
- Dante's View, regia di Steven A. Adelson (1998)
- Professione killer (Angel's Dance), regia di David L. Corley (1999)
- L'amore a 13 anni (Children on Their Birthdays), regia di Mark Medoff (2002)
- Paradise, Texas, regia di Lorraine Senna (2005)
- Un gelido inverno (Winter's Bone), regia di Debra Granik (2010)
- Le paludi della morte (Texas Killing Fields), regia di Ami Canaan Mann (2011)
- White Bird (White Bird in a Blizzard), regia di Gregg Araki (2014)
- Jackie & Ryan, regia di Ami Canaan Mann (2014)
- The Makings of You, regia di Matt Amato (2014)
- Rebirth, regia di Karl Mueller (2016)
- Café Society, regia di Woody Allen (2016)
- Dead Ink Archive, regia di David Schendel (2017) - cortometraggio
- Morte tra i banchi (#SquadGoals), regia di Danny J. Boyle (2018)

### Televisione
- I segreti di Twin Peaks (Twin Peaks) – serie TV, 18 episodi (1990-1991)
- Love, Lies and Murder, regia di Robert Markowitz (1991) – film TV
- Red Shoe Diaries – serie TV, episodio 1x08 (1992)
- La signora del West (Dr. Quinn, Medicine Woman) – serie TV, episodio 2x15 (1994)
- Il grande amore di Ginevra (Guinevere), regia di Jud Taylor – film TV (1994)
- Seguendo il fiume (Follow the River), regia di Martin Davidson – film TV (1995)
- La Bibbia: Davide (David), regia di Robert Markowitz (1997) – film TV
- Dottori a Los Angeles – serie TV, 22 episodi (1998-1999)
- Hitched - Senza via di scampo (Hitched), regia di Wesley Strick (2001) – film TV
- Kingpin, 6 episodi (2003) – miniserie TV
- Senza traccia (Without a Trace) – serie TV, episodio 2x10 (2003)
- One Tree Hill – serie TV, 9 episodi (2005-2006)
- Dr. House - Medical Division (House, M.D.) – serie TV, episodio 3x02 (2006)
- The Secrets of Comfort House, regia di Timothy Bond (2006) – film TV
- CSI: NY – serie TV, episodio 3x09 (2006)
- State of Mind – serie TV, episodio 1x01 (2007)
- Dirty Sexy Money – serie TV, 12 episodi (2007-2008)
- Lie to Me – serie TV, episodio 2x17 (2010)
- Psych – serie TV, episodio 5x12 (2010)
- Perception – serie TV, episodio 1x03 (2012)
- Rosewood – serie TV, episodio 1x20 (2016)
- Twin Peaks – serie TV, 6 episodi (2017)
- JJ Villard's Fairy Tales – serie TV, episodio 1x01 (2020)

### Teatro
- Crimes of the Heart (1986)
- Electric River (1986)
- Emerald City (1986)
- Love Letters (1991)
- Salomè (1992)
- Love Letters (2019)

### Videogiochi
- Who Killed Taylor French - Lucie (1994)
- Who Killed Brett Penance  - Lucie (1994)
- BioShock 2  - Voci addizionali (2010)

## Doppiatrici italiane
Nelle versioni in lingua italiana dei suoi lavori, Sheryl Lee è stata doppiata da:
- Roberta Paladini in I segreti di Twin Peaks, Twin Peaks - Fuoco cammina con me, Dirty Sexy Money, Psych, Jackie & Ryan, Twin Peaks (2017)
- Cristiana Lionello in Hitched - Senza via di scampo, Perception
- Cristina Boraschi in Fall Time - Tempo scaduto, Vampires
- Laura Boccanera in L.A. Doctors, Senza traccia
- Germana Dominici in Cuore selvaggio
- Micaela Esdra in Quell'uomo sarà mio
- Roberta Pellini in Backbeat - Tutti hanno bisogno di amore
- Giuppy Izzo in Confessione finale
- Franca D'Amato in Un gelido inverno
- Alessandra Korompay in Le paludi della morte
- Tiziana Avarista in White Bird in a Blizzard
- Laura Romano in Il grande amore di Ginevra
- Emanuela Rossi in La Bibbia: Davide
- Daniela Abbruzzese in One Tree Hill (ep. 2x23)
- Roberta Greganti in One Tree Hill (st. 3)
- Anna Cugini in Dr. House - Medical Division
- Serena Verdirosi in CSI: NY
- Emanuela Baroni in Rosewood